# Copestylum viridula
Copestylum viridula är en tvåvingeart som först beskrevs av Walker 1860.  Copestylum viridula ingår i släktet Copestylum och familjen blomflugor. Inga underarter finns listade i Catalogue of Life.